# Тонбридж Эйнджелс
«Тонбридж Эйнджелс» (англ. Tonbridge Angels F.C.) — английский футбольный клуб из города Тонбридж, в графстве Кент. Образован в 1947 году, домашние матчи проводит на стадионе «Лонгмид Стэдиум». В настоящий момент выступает в Премьер Дивизионе Истмийской лиги, седьмом по значимости футбольном турнире Англии.
В Тонбридж Эйнджелс играли известные игроки и тренеры: Малкольм Макдональд, Рон Саундерс и Рой Ходжсон.